# Сан-Марті-Сасгайолас
Сан-Марті-́Сасгайо́лас (кат. Sant Martí Sesgueioles) — муніципалітет, розташований в Автономній області Каталонія, в Іспанії. Код муніципалітету за номенклатурою Інституту статистики Каталонії — 82286. Знаходиться у районі (кумарці) Анойя (коди району — 06 та AI) провінції Барселона, згідно з новою адміністративною реформою перебуватиме у складі Центральної баґарії (округи).

## Населення
Населення міста (у 2007 р.) становить 385 осіб (з них менше 14 років — 16,4 %, від 15 до 64 — 62,6 %, понад 65 років — 21 %). У 2006 р. народжуваність склала 6 осіб, смертність — 0 осіб, зареєстровано 0 шлюбів. У 2001 р. активне населення становило 159 осіб, з них безробітних — 4 особи.

Серед осіб, які проживали на території міста у 2001 р., 321 народилися в Каталонії (з них 225 осіб у тому самому районі, або кумарці), 32 особи приїхали з інших областей Іспанії, а 0 осіб приїхало з-за кордону. 

Університетську освіту має 7,6 % усього населення. 

У 2001 р. нараховувалося 120 домогосподарств (з них 20,8 % складалися з однієї особи, 25,8 % з двох осіб,19,2 % з 3 осіб, 18,3 % з 4 осіб, 9,2 % з 5 осіб, 2,5 % з 6 осіб, 3,3 % з 7 осіб, 0,8 % з 8 осіб і 0 % з 9 і більше осіб).

Активне населення міста у 2001 р. працювало у таких сферах діяльності: у сільському господарстві — 11 %, у промисловості — 35,5 %, на будівництві — 9,7 % і у сфері обслуговування — 43,9 %. 

 У муніципалітеті або у власному районі (кумарці) працює 75 осіб, поза районом — 101 особа.

### Безробіття
У 2007 р. нараховувалося 11 безробітних (у 2006 р. — 8 безробітних), з них чоловіки становили 45,5 %, а жінки — 54,5 %.

## Економіка

### Підприємства міста

#### Промислові підприємства
| \| Промислові підприємства міста, за сферою діяльності \| Промислові підприємства міста, за сферою діяльності \| Промислові підприємства міста, за сферою діяльності \| \| Рік \| 2002 р. \| 2001 р. \| \| --------------------------------------------------- \| --------------------------------------------------- \| --------------------------------------------------- \| \| Енергетичні та водні ресурси \| 0 % \| 0 % \| \| Хімія та метали \| 0 % \| 0 % \| \| Переробка металів \| 33,3 % \| 33,3 % \| \| Продукти харчування \| 50 % \| 50 % \| \| Текстиль \| 16,7 % \| 16,7 % \| \| Виробництво меблів, видання \| 0 % \| 0 % \| \| Інше \| 0 % \| 0 % \| \| Усього підприємств \| 6 \| 6 \| |         |         |
| Промислові підприємства міста, за сферою діяльності |         |         |
| Рік | 2002 р. | 2001 р. |
| Енергетичні та водні ресурси | 0 %     | 0 %     |
| Хімія та метали | 0 %     | 0 %     |
| Переробка металів | 33,3 %  | 33,3 %  |
| Продукти харчування | 50 %    | 50 %    |
| Текстиль | 16,7 %  | 16,7 %  |
| Виробництво меблів, видання | 0 %     | 0 %     |
| Інше | 0 %     | 0 %     |
| Усього підприємств | 6       | 6       |

#### Роздрібна торгівля
| \| Підприємства роздрібної торгівлі міста, за сферою діяльності \| Підприємства роздрібної торгівлі міста, за сферою діяльності \| Підприємства роздрібної торгівлі міста, за сферою діяльності \| \| Рік \| 2002 р. \| 2001 р. \| \| ------------------------------------------------------------ \| ------------------------------------------------------------ \| ------------------------------------------------------------ \| \| Продукти харчування \| 50 % \| 50 % \| \| Одяг та взуття \| 0 % \| 0 % \| \| Товари для дому \| 12,5 % \| 12,5 % \| \| Книги та періодичні видання \| 0 % \| 0 % \| \| Промислова хімічна продукція \| 12,5 % \| 12,5 % \| \| Продукція, пов'язана з транспортними засобами \| 0 % \| 0 % \| \| Інше \| 25 % \| 25 % \| \| Усього підприємств \| 8 \| 8 \| |         |         |
| Підприємства роздрібної торгівлі міста, за сферою діяльності |         |         |
| Рік | 2002 р. | 2001 р. |
| Продукти харчування | 50 %    | 50 %    |
| Одяг та взуття | 0 %     | 0 %     |
| Товари для дому | 12,5 %  | 12,5 %  |
| Книги та періодичні видання | 0 %     | 0 %     |
| Промислова хімічна продукція | 12,5 %  | 12,5 %  |
| Продукція, пов'язана з транспортними засобами | 0 %     | 0 %     |
| Інше | 25 %    | 25 %    |
| Усього підприємств | 8       | 8       |

#### Сфера послуг
| \| Підприємства міста, що працюють у сфері послуг, за діяльністю \| Підприємства міста, що працюють у сфері послуг, за діяльністю \| Підприємства міста, що працюють у сфері послуг, за діяльністю \| \| Рік \| 2002 р. \| 2001 р. \| \| ------------------------------------------------------------- \| ------------------------------------------------------------- \| ------------------------------------------------------------- \| \| Гуртова торгівля \| 40 % \| 40 % \| \| Готелі та готельний бізнес \| 20 % \| 20 % \| \| Транспорт та зв'язок \| 10 % \| 10 % \| \| Посередницькі фінансові послуги \| 0 % \| 0 % \| \| Послуги підприємствам \| 10 % \| 10 % \| \| Послуги фізичним особам \| 20 % \| 20 % \| \| Нерухомість та ін. \| 0 % \| 0 % \| \| Усього підприємств \| 10 \| 10 \| |         |         |
| Підприємства міста, що працюють у сфері послуг, за діяльністю |         |         |
| Рік | 2002 р. | 2001 р. |
| Гуртова торгівля | 40 %    | 40 %    |
| Готелі та готельний бізнес | 20 %    | 20 %    |
| Транспорт та зв'язок | 10 %    | 10 %    |
| Посередницькі фінансові послуги | 0 %     | 0 %     |
| Послуги підприємствам | 10 %    | 10 %    |
| Послуги фізичним особам | 20 %    | 20 %    |
| Нерухомість та ін. | 0 %     | 0 %     |
| Усього підприємств | 10      | 10      |

## Житловий фонд
У 2001 р. 6,7 % усіх родин (домогосподарств) мали житло метражем до 59 м2, 19,2 % — від 60 до 89 м2, 34,2 % — від 90 до 119 м2 і
40 % — понад 120 м2.

З усіх будівель у 2001 р. 12,9 % було одноповерховими, 29,4 % — двоповерховими, 57,7 % — триповерховими, 0 % — чотириповерховими, 0 % — п'ятиповерховими, 0 % — шестиповерховими,
0 % — семиповерховими, 0 % — з вісьмома та більше поверхами.

## Автопарк
| \| Автомобілі, зареєстровані у місті, за призначенням \| Автомобілі, зареєстровані у місті, за призначенням \| Автомобілі, зареєстровані у місті, за призначенням \| \| Рік \| 2006 р. \| 2005 р. \| \| -------------------------------------------------- \| -------------------------------------------------- \| -------------------------------------------------- \| \| Приватні автомобілі \| 70,5 % \| 70,4 % \| \| Мотоцикли \| 4,2 % \| 3,8 % \| \| Вантажівки \| 21,5 % \| 22 % \| \| Трактори \| 0,3 % \| 0,3 % \| \| Автобуси та ін. \| 3,5 % \| 3,4 % \| \| Усього автомобілів \| 312 шт. \| 291 шт. \| |         |         |
| Автомобілі, зареєстровані у місті, за призначенням |         |         |
| Рік | 2006 р. | 2005 р. |
| Приватні автомобілі | 70,5 %  | 70,4 %  |
| Мотоцикли | 4,2 %   | 3,8 %   |
| Вантажівки | 21,5 %  | 22 %    |
| Трактори | 0,3 %   | 0,3 %   |
| Автобуси та ін. | 3,5 %   | 3,4 %   |
| Усього автомобілів | 312 шт. | 291 шт. |

## Вживання каталанської мови
У 2001 р. каталанську мову у місті розуміли 99,7 % усього населення (у 1996 р. — 99,5 %), вміли говорити нею 94,7 % (у 1996 р. — 94,6 %), вміли читати 92,7 % (у 1996 р. — 87,2 %), вміли писати 76 % (у 1996 р. — 58 %). Не розуміли каталанської мови 0,3 %.

## Політичні уподобання
У виборах до Парламенту Каталонії у 2006 р. взяло участь 205 осіб (у 2003 р. — 223 особи). Голоси за політичні сили розподілилися таким чином:
| \| Вибори до Парламенту Каталонії \| Вибори до Парламенту Каталонії \| Вибори до Парламенту Каталонії \| \| Рік \| 2006 р. \| 2003 р. \| \| -------------------------------------- \| ------------------------------ \| ------------------------------ \| \| Конвергенція та Єднання (CiU) \| 52,7 % \| 46,6 % \| \| Соціалістична партія Каталонії (PSC) \| 23,4 % \| 22,9 % \| \| Народна партія (PP) \| 6,8 % \| 8,1 % \| \| Ініціатива за зелену Каталонію (IC) \| 2,9 % \| 2,2 % \| \| Республіканська лівиця Каталонії (ERC) \| 13,2 % \| 19,7 % \| \| Громадянська партія (C's) \| 0,5 % \| 0 % \| \| Інші \| 0,5 % \| 0,4 % \| |         |         |
| Вибори до Парламенту Каталонії |         |         |
| Рік | 2006 р. | 2003 р. |
| Конвергенція та Єднання (CiU) | 52,7 %  | 46,6 %  |
| Соціалістична партія Каталонії (PSC) | 23,4 %  | 22,9 %  |
| Народна партія (PP) | 6,8 %   | 8,1 %   |
| Ініціатива за зелену Каталонію (IC) | 2,9 %   | 2,2 %   |
| Республіканська лівиця Каталонії (ERC) | 13,2 %  | 19,7 %  |
| Громадянська партія (C's) | 0,5 %   | 0 %     |
| Інші | 0,5 %   | 0,4 %   |

У муніципальних виборах у 2007 р. взяло участь 276 осіб (у 2003 р. — 257 осіб). Голоси за політичні сили розподілилися таким чином:
| \| Муніципальні вибори \| Муніципальні вибори \| Муніципальні вибори \| \| Рік \| 2007 р. \| 2003 р. \| \| -------------------------------------- \| ------------------- \| ------------------- \| \| Конвергенція та Єднання (CiU) \| 47,1 % \| 62,3 % \| \| Соціалістична партія Каталонії (PSC) \| 5,1 % \| 37,7 % \| \| Народна партія (PP) \| 0 % \| 0 % \| \| Ініціатива за зелену Каталонію (IC) \| 0 % \| 0 % \| \| Республіканська лівиця Каталонії (ERC) \| 47,8 % \| 0 % \| \| Громадянська партія (C's) \| 0 % \| 0 % \| \| Інші \| 0 % \| 0 % \| |         |         |
| Муніципальні вибори |         |         |
| Рік | 2007 р. | 2003 р. |
| Конвергенція та Єднання (CiU) | 47,1 %  | 62,3 %  |
| Соціалістична партія Каталонії (PSC) | 5,1 %   | 37,7 %  |
| Народна партія (PP) | 0 %     | 0 %     |
| Ініціатива за зелену Каталонію (IC) | 0 %     | 0 %     |
| Республіканська лівиця Каталонії (ERC) | 47,8 %  | 0 %     |
| Громадянська партія (C's) | 0 %     | 0 %     |
| Інші | 0 %     | 0 %     |